# Walckenaeria nishikawai
Walckenaeria nishikawai là một loài nhện trong họ Linyphiidae.
Loài này thuộc chi Walckenaeria. Walckenaeria nishikawai được Kendo Saito miêu tả năm 1986.